# Mammillaria guerreronis
Mammillaria guerreronis es una especie  perteneciente a la familia Cactaceae. Es originaria de  México. 

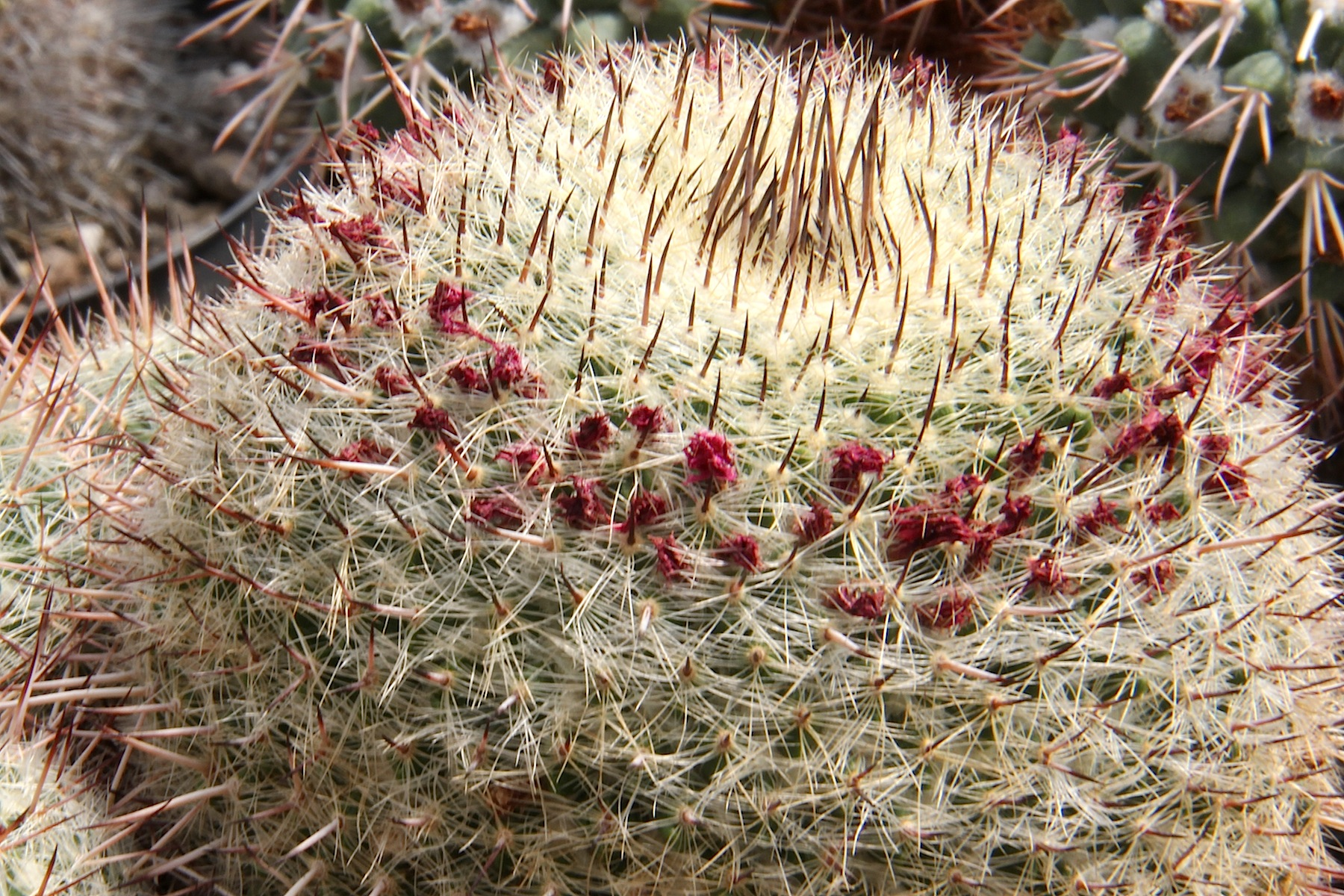
Vista de la planta

## Descripción
Es una planta perenne carnosa y globosa que  forma grupos con tallos cilíndricos, de color verde grisáceo al verde pálido. Los tallos crecen hasta un tamaño de 60 centímetros de altura y 6 cm de diámetro. Las areolas tienen forma cilíndrica y  una solución acuosa de látex. Las axilas cuentan con 15 a 20  cerdas blancas. Las 20 a 30 espinas radiales tienen de 0,5 a 1 centímetro de largo y son de color blanco. Las 2-5  espinas centrales (generalmente cuatro) de hasta 2,5 cm. Las flores son de color rojo y de 1 cm de largo y diámetro. Los frutos son de color blanco verdoso, llegando a ser de color rosa. Las semillas son de color marrón.

## Distribución
Mammillaria guerreronis se encuentra en el estado de Guerrero en México desde 650 a 900 metros de altitud..

## Taxonomía
Mammillaria guerreronis fue descrita por (Bravo) Boed. y publicado en Kaktus-ABC 391, en el año 1935.
Etimología
Mammillaria: nombre genérico que fue descrita por vez primera por Carolus Linnaeus como Cactus mammillaris en 1753, nombre derivado del latín mammilla = tubérculo, en alusión a los tubérculos que son una de las características del género.
El epíteto de la especie guerreronis indica su ubicación en Guerrero (México)
Sinonimia
- Neomammillaria guerreronis
- Mammillaria zopilotensis[4]